# Белтрами (окръг, Минесота)
Окръг Белтрами (на английски: Beltrami County) е окръг в щата Минесота, Съединени американски щати. Площта му е 7915 km², а населението – 39 650 души (2000). Административен център е град Бъмиджи.